# SES-4
SES-4 (ehemals NSS-14) ist ein kommerzieller Kommunikationssatellit der SES S.A.
Er soll NSS-7 ersetzen und wurde am 15. Februar 2012 um 1:36 Uhr Ortszeit (20:36 Uhr MEZ, 14. Februar) mit einer Trägerrakete Proton/Bris-M vom Raketenstartplatz Baikonur aus in eine geostationäre Umlaufbahn gebracht. Dabei wurde er neun Stunden und zwölf Minuten nach Beginn der Mission von der Bris-M-Oberstufe direkt in einer geostationäre Transferbahn ausgesetzt. Der Start war eigentlich schon am 26. Dezember 2011 geplant, wurde aber nach Problemen mit dem Avioniksystem der Proton-Rakete verschoben.
Der dreiachsenstabilisierte Satellit ist mit 52 C-Band- und 72 Ku-Band-Transponder ausgerüstet und soll von der Position 42° West im C-Band die östliche Hemisphäre (Europa, Afrika sowie die gesamte Region Nord- bis Südamerika) sowie global mobile und maritime Kunden versorgen. Vier regionale Ku-Band-Spots stellen Dienste für Europa, den Nahen Osten, Westafrika sowie Nord- und Südamerika bereit und bieten die Möglichkeit zwischen C-Band- und Ku-Band-Transpondern zu wechseln. Er wurde auf Basis des SSL 1300 Satellitenbus der Space Systems/Loral gebaut und besitzt eine geplante Lebensdauer von 15 Jahren.